# Валуєв Володимир Прокопович
Володимир Прокопович Валуєв (нар. 16 липня 1947, Красний Луч, Ворошиловградська область, УРСР, СРСР) — російський воєначальник, командувач Балтійським флотом ВМФ Росії (11 квітня 2001 — 6 травня 2006), адмірал (2001).

## Біографія
Закінчив Вищt військово-морське училище підводного плавання імені Ленінського комсомолу (1964—1969), Вищі спеціальні офіцерські класи ВМФ (1973—1974), Військово-морську академію імені Маршала Радянського Союзу А. А. Гречка (нині — імені М. Г. Кузнєцова; 1981—1983). 1981—1983), Академічні курси Військово-морської академії імені Маршала Радянського Союзу А. А. Гречка в 1987 році, Військову академію Генерального штабу Збройних Сил Російської Федерації (1991—1993).
Службу проходив командиром групи управління БЧ-2, командиром БЧ-2-3 підводного човна «С-44» (1969—1971), помічником командира підводного човна «К-70» (1971—1973) Тихоокеанського флоту, помічником командира підводного човна. К-478" (1974—1975), старшим помічником командира підводного човна (1975—1978), командиром підводного човна «К-325» (11.1978-09.1981), з якого здійснив перехід з Північного флоту на Тихоокеанський флот, начальник листопада 1983), заступником командира (листопад 1983 — листопад 1988), командиром (листопад 1988 — червень 1991) дивізії підводних човнів, начальником штабу 4-ї флотилії підводних човнів (червень 1993 — грудень 1993) січень 1995 — квітень 1996) Тихоокеанського флоту, заступником начальника Головного штабу ВМФ (квітень — листопад 1996), 1-м заступником командувача Балтійським флотом (16 листопада 1996 — 19 листопада 2000), виконуючим обов'язки команд1 2001), командувачем Балтійським фло том (11 квітня 2001 — 6 травня 2006).
У травні 2006 року звільнений у запас за вислугою років.
Живе у Калінінграді. З 2011 р. — президент Міжрегіонального союзу підводників ВМФ Росії. З 2016 р. — Голова Калінінградського земляцтва та Союзу земляцтв приморських регіонів.
Має двох доньок: Анастасію (1997) та Анжеліку (1971).

## Нагороди
- орден Мужності (12.01.2001)[3]
- орден «За військові заслуги» (1998)
- орден Пошани
- орден «За службу Батьківщині у Збройних Силах СРСР» 3-го ступеня (1988)
- медалі СРСР та Російської Федерації
- іменна зброя — морський палаш (2006)

## Вищі військові звання
- контр-адмірал (1994)
- віце-адмірал (15.11.1996)[4]
- адмірал (11.12.2001)[5]